# Asuka (luchadora)
Kanako Urai (浦井 佳奈子 Urai Kanako?, Osaka, 26 de septiembre de 1981), conocida como Asuka (アスカ?) pronunciación a.ˈsu.ka, es una luchadora profesional japonesa. Actualmente trabaja para la empresa estadounidense WWE, donde actualmente pertenece a la marca Raw.
Anteriormente conocida como Kana (華名 Kana?), comenzó su carrera como luchadora profesional con la promoción AtoZ en 2004, donde permaneció hasta su retiro en 2006. Hizo su regreso y salió del retiro en 2007, comenzando a trabajar por cuenta propia para promociones como JWP Joshi Puroresu, NEO Japan Ladies Pro Wrestling, Pro Wrestling Wave, Smash, Wrestling New Classic y Reina Joshi Puroresu. Sus logros incluyen haber ganado el Campeonato JWP Openweight, el Campeonato de Equipos de NEO, el Campeonato de Mujeres Reina World, el Campeonato Smash Diva y el Campeonato de Equipos de Wave. 
En 2015, Urai firmó un contrato de desarrollo con WWE, convirtiéndose en la primera luchadora japonesa en ser firmada por la compañía en más de 20 años. Ganó el Campeonato Femenino de NXT en 2016 (con su reinado de 510 días siendo el más largo en la historia del título), y fue ascendida al roster principal en 2017. En 2018, fue la ganadora inaugural del Royal Rumble femenino. También es una dos veces ex Campeona Femenina de Raw, una vez ex Campeona Femenina de SmackDown, cuatro veces ex Campeona Femenina en Parejas de WWE (con Kairi Sane, Charlotte Flair y Alexa Bliss); la primera mujer en ganar este título con tres compañeras diferentes), y la ganadora del combate de escaleras Money in the Bank femenino de 2020. Después de haber ganado su primer Campeonato Femenino de Raw, Asuka se convirtió en la tercera campeona Triple Corona y la segunda Gran Campeona Femenina. Con nueve títulos en su haber, Urai es junto con la irlandesa Becky Lynch la máxima campeona extranjera en la historia de WWE.
También se ha desempeñado como diseñadora gráfica independiente y periodista de videojuegos, y a través de su trabajo con Microsoft, fue patrocinada por la empresa, usando un logo de Xbox 360 en su atuendo de lucha libre. Desde 2019, tiene su propio canal en YouTube, KanaChan TV, con su contenido enfocado a los vieojuegos y blogs de vida.

## Primeros años
Kanako Urai nació el 26 de septiembre de 1981 en Osaka.

## Carrera

### Inicios (2004–2010)
Urai, originalmente trabajó como Diseñadora gráfica, un ejemplo su trabajo poco conocido en el videojuego Inazuma Eleven. Decidió buscar una nueva carrera en la lucha libre profesional, después de convertirse en una fan de Keiji Mutoh, Satoru Sayama, Yoshiaki Fujiwara, Antonio Inoki, Akira Maeda, Nobuhiko Takada, Masakatsu Funaki, Volk Han y Minoru Suzuki. Adoptó el nombre de Kana, e hizo su debut en la lucha libre para la promoción all female AtoZ el 16 de junio, de 2004, durante un combate contra Leo-na. Kana paso la primera parte de su carrera con AtoZ, antes de inesperadamente anunciar su retiro debido a una nefritis crónica el 19 de marzo de 2006. Durante su tiempo fuera del ring, Urai abrió su propia agencia de diseño gráfico. Después de pasar un año y medio lejos de la lucha libre, Urai hizo un regreso el 22 de septiembre de 2007, y comenzó trabajando como freelancer para promociones como Ice Ribbon, JWP Joshi Puroresu, NEO Japan Ladies Pro Wrestling, Pro Wrestling Wave y Pro Wrestling Zero1, mientras también formaba parte del Passion Red stable con Nanae Takahashi, Natsuki☆Taiyo, Ray y Yumiko Hotta en NEO, la cual se convertiría en su nueva promoción hogar. El 10 de octubre de 2009, Kana hizo equipo con Takahashi para derrotar a Hiroyo Matsumoto y Kyoko Inoue por el NEO Tag Team Championship, el primer título de Kana en lucha libre profesional. Ambas retendrían el título por dos meses, antes de perderlo ante Ayumi Kurihara y Yoshiko Tamura el 31 de diciembre del mismo año. El 24 de enero de 2010, Kana anunció que había dejado Passion Red.

### Pro Wrestling Wave (2008, 2010–2015)
Kana hizo algunas apariciones para Pro Wrestling Wave en 2008, pero no comenzó trabajando regularmente para la promoción hasta finales de 2010, cuando NEO Japan Ladies Pro Wrestling plegó. El 24 de julio de 2011, Kana derrotó a Ayumi Kurihara en las finales para ganar el torneo 2011 Catch the Wave. El 30 de octubre, Kana y Kurihara derrotaron a Ran Yu-Yu y Toshie Uematsu para ganar el torneo Dual Shock Wave 2011 y convirtiéndose en las primeras Wave Tag Team Champions. Mientras era tag team champion junto a Kurihara, Kana también regularmente hacia equipo con Mio Shirai como Triple Tails.S y el 1 de febrero de 2012, Kurihara, Mika Iida y Shuu Shibutani fueron hechas miembros oficiales de Triple Tails. Cuatro días después, Kana y Kurihara perdieron el Wave Tag Team Championship ante Ran Yu-Yu y Toshie Uematsu. El 6 de marzo, la nueva encarnación de Triple Tails fueron renombrados White Tails, en referencia a la alianza villana top, Black Dahlia. El 27 de noviembre, Kana derrotó a Yumi Ohka en un combate individual, después del cual se declaró a sí misma la nueva "ace" de Wave. El 17 de febrero, Kana, como la ganadora del 2011 Catch the Wave, se le fue concedida la entrada dentro del torneo por el Wave Single Championship, derrotando a Mio Shirai en su combate semifinal. El 17 de marzo, Kana fue derrotada en las finales del torneo por Yumi Ohka.
El 21 de abril, Kana y Mio Shirai derrotaron a Misaki Ohata y Tsukasa Fujimoto para ganar los Wave Tag Team Championship, trayendo el primer título al equipo Triple Tails.S. Ambas hicieron su primera defensa exitosa el 7 de julio contra Fujimoto y Kyusei Sakura Hirota. El 12 de julio, el White Tails stable produjo su evento final antes de la disolución del grupo, durante el cual Kana luchó lo pronto-a-retirarse Ayumi Kurihara en un tiempo de sorteo límite de diez-minutos. Tres días después, Kana y Shirai perdieron el Wave Tag Team Championship ante Shidarezakura (Hikaru Shida y Yumi Ohka) en su segunda defensa. Desde el 1 de septiembre al 6 de octubre, Kana formó parte en el torneo 2013 Dual Shock Wave, donde hizo equipo con Yumi Ohka. El equipo logró llegar hasta las finales del torneo, antes de perder ante Las Aventureras (Ayako Hamada y Yuu Yamagata) en un combate three-way, el cual también incluyó a Muscle Venus (Hikaru Shida y Tsukasa Fujimoto). En julio de 2015, Kana llegó a las semifinales del torneo 2015 Catch the Wave, pero fue derrotada ahí por la eventual campeona del torneo Yumi Ohka.

### Circuito independiente (2010–2015)

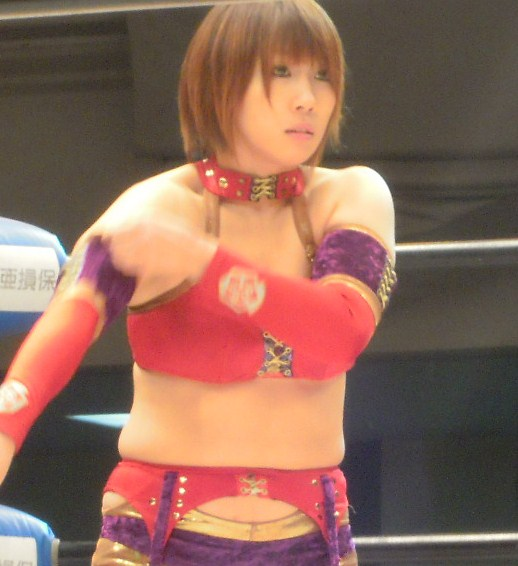
Kana, en 2010.

El 29 de abril de 2010, Kana tuvo su primer evento de producción-propia, titulado Kana Pro, el cual vio a Meiko Satomura en el evento principal de la noche. El 19 de junio, Kana formó el stable Triple Tails con Io y Mio, las Shirai sisters, y juntas las tres trabajarían para diferentes promociones a través de Japón. El segundo evento de Kana profesional tomo lugar el 10 de enero de 2011, y vio a Kana y Yuki Ishikawa perdieron ante Carlos Amano y Yoshiaki Fujiwara en el evento principal. Triple Tails también fueron puestas juntas en sus propios shows, los cuales tomaron lugar el 13 de febrero y el 8 de mayo de 2011. El tercer evento de Kana profesional tomo lugar el 24 de septiembre y vio a Kana perder ante Kengo Mashimo en el evento principal. El 29 de octubre, Kana fue elegida la octava presidenta de 666, una pequeña promoción independiente para la cual había luchado el año pasado. El 5 de noviembre, Kana formó parte en el evento final tenido por la promoción Battlarts, derrotando a Aki Shizuku en un combate individual.
El 11 de marzo de 2012, Kana hizo su debut para la promoción Dramatic Dream Team (DDT), formando parte en un eight person ten minute battle royal por el Ironman Heavymetalweight Championship. Cinco minutos en el combate, Kana aplicó el pin sobre Michael Nakazawa para ganar el Ironman Heavymetalweight Championship. Con solo 50 segundos restantes en el combate, perdió el título ante Antonio Honda, pero logró recuperarlo vía sumisión con solo 22 segundos restantes en el combate. El 8 de abril, Kana defendió el título en otro ten minute battle royal. Durante el combate, Kana perdió el título dos veces ante Michael Nakazawa y una vez ante Keita Yano, pero cada vez lograba recuperar el título y dejó el combate con el, ahora como una cinco-veces campeona. El 25 de abril, Kana hizo su primera aparición para Ice Ribbon en tres años, cuando hizo equipo con Aki Shizuku para derrotar a April Davids y ICE×60 Champion Hikaru Shida. El 30 de abril, Kana perdió el Ironman Heavymetalweight Championship ante Ayumi Kurihara en un evento de Pro Wrestling Wave en el combate abierto del torneo 2012 Catch the Wave. El 5 de mayo en el evento Ice Ribbon Golden Ribbon 2012, Kana derrotó a Hikaru Shida en un combate individual sin-título. El 12 de mayo, Kana hizo su debut en México, cuando formó parte del evento Toryumon Mexico DragonMania VII, derrotando a Syuri en un combate individual. A principios de julio, Kana y Mio Shirai formaron parte del 2012 Japan Expo en París, Francia. Kana hizo su regreso a Ice Ribbon el 20 de octubre, cuando hizo equipo con new ICE×60 Champion Mio Shirai en un combate por equipos durante el evento principal, donde ambas derrotaron a Maki Narumiya y Tsukasa Fujimoto.

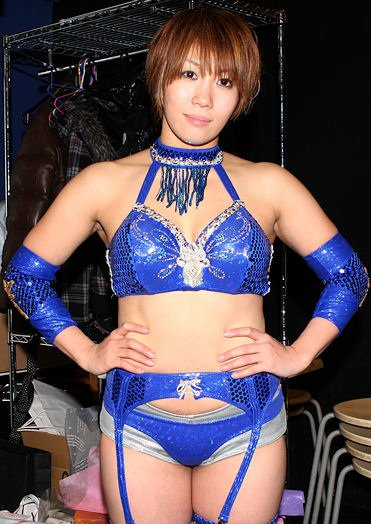
Kana, en 2012.

Seguido de su despido WNC en diciembre de 2012, Kana comenzó haciendo apariciones más regulares para ambas promociones Ice Ribbon y JWP. Estaba, en una storyline, traída dentro JWP por su amiga Arisa Nakajima, para gran disgusto del presidente de la promoción Command Bolshoi, quien era una de los luchadores molestos por su manifiesto en 2010. El 24 de febrero de 2013, Triple Tails.S tuvo su primer evento de producción-propia en nueve meses, el cual vio a Kana y Mio Shirai luchar contra Arisa Nakajima y Ayako Hamada en un combate por equipos durante el evento principal. El 5 de mayo, Kana hizo otra aparición para JWP, haciendo que la JWP Openweight Champion Arisa Nakajima se rindiera por sumisión durante un combate por equipos, donde ella y Rydeen Hagane enfrentaron a Nakajima y Nana Kawasa. Después del-combate, Kana y Nakajima llegaron a mano, con Nakajima alegando que ahora estaban defendiendo a todos de joshi contra Kana. Antes del retiro inminente de Ayumi Kurihara, ella y Kana se reunieron el 26 de julio para producir el evento independiente "kanAyu", el cual vio a Kana y Genki Horiguchi H.A.Gee.Mee!! perder ante Kurihara y Masaaki Mochizuki en un combate por equipos durante el evento principal. El 18 de agosto, Kana regresó a JWP y derrotó a Arisa Nakajima para convertirse en la nueva JWP Openweight Champion. Seguido de su victoria, Kana, retratándose como una villana outsider, maquillaje corrido en la cara de Nakajima, antes de recogearse sobre la captura del título top de JWP durante el evento memorial a Plum Mariko. Kana hizo su primera defensa de título exitosa el 16 de septiembre contra la reinante JWP Junior and POP Champion Manami Katsu. Kana hizo su segunda defensa de título exitosa el 14 de octubre frente a JWP Tag Team y Daily Sports Women's Tag Team Champion Hanako Nakamori. Mientras continuaba hablando mal de JWP y sus luchadores, Kana también entró en una storyline, donde comenzó profesando su amor por Arisa Nakajima, para gran asombro del excampeón. Como parte de la storyline, Kana negó los retos por el título hechas por Kayoko Haruyama y Leon y en su lugar nombró a Nakajima su siguiente retadora. El 15 de diciembre en el evento JWP annual year-end Climax, Kana perdió el JWP Openweight Championship de regreso a Nakajima en su tercer defensa de título.
El 27 de diciembre de 2013, Kana y Mio Shirai anunciaron la disolución de Triple Tails.S, con su evento auto-producido independiente que tuvo lugar a principios de 2014. El 25 de febrero, del 2014, Kana produjo un evento independiente titulado KanaProMania Korakuen Hall, el cual la vio derrotar a Meiko Satomura en el evento principal. El 16 de abril, Kana formó parte en un rare women's match promovido por Pro Wrestling Noah, derrotando al representante de JWP Rabbit Miu. El 15 de mayo, Kana y Mio Shirai produjeron el evento independiente final de Triple Tails.S' antes de oficialmente disolver la asociación, el cual contó un combate por equipos durante el evento principal, donde Kana y Arisa Nakajima derrotaron a Shirai y Kayoko Haruyama. El siguiente Kana Pro event tuvo lugar el 16 de junio en Korakuen Hall, donde Kana y Naomichi Marufuji fueron derrotados por Meiko Satomura y Minoru Suzuki en un intergender tag team match durante el evento principal.
El 5 de octubre de 2014, Kana hizo una aparición especial para All Japan Pro Wrestling, haciendo equipo con Mika Iida en un combate por equipos, donde ambas fueron derrotadas por Shuu Shibutani y Yumi Ohka. El siguiente evento de Kana Pro tomo lugar el 7 de octubre en Korakuen Hall y vio a Kana siendo aplicada el pin por Syuri en un combate por equipos durante el evento principal, donde hizo equipo con Minoru Suzuki y Syuri con Yoshiaki Fujiwara.
El 8 de julio de 2015, Kana anunció que tras el evento KanaProMania el 15 de septiembre, haría una pausa indefinida de la lucha libre profesional. Kana declaró que quería probar algo nuevo después de luchar durante más de diez años, mientras que desmentía el rumor de que estaba embarazada. Después de revelar que había firmado con WWE, Kana lucho su combate final en Japón el 15 de septiembre durante el evento KanaProMania: Pulse, donde hizo equipo con Hikaru Shida y Syuri en un six-woman tag team durante el evento principal, donde ambas derrotaron a Arisa Nakajima, Rina Yamashita y Ryo Mizunami.

### Smash (2010–2012)
Kana hizo su debut para la nueva promoción Smash dirigida por Yoshihiro Tajiri el 25 de junio de 2010, perdiendo ante Syuri en el evento principal de Smash.4. Después del combate Kana dejó la arena sonriendo y más tarde reto a Syuri en una revancha, la cual fue hecha oficialmente el 30 de junio. La revancha tomo lugar el 24 de julio en Smash.5 y se vio a Kana, ahora una villana totalmente soplada, derrotar a Syuri vía sumisión en solo tres minutos. Como parte de su intento en llegar over como la villana top, Kana escribió un manifiesto para la revista semanal Pro-Wrestling, la cual fue publicada el 4 de agosto donde atacó a la comunidad completa de joshi puroresu, alegando que estaba lleno de luchadores sin personalidad y malas actitudes quienes luchaban de una manera poco realista. El artículo llevó a una confrontación entre Kana y luchadores de JWP Joshi Puroresu el 30 de agosto en Smash.7, pero nunca llevó a un combate directo. Kana entonces comenzó un feudo con Tajiri, el cual llevó a un intergender match el 24 de diciembre en Happening Eve, donde Tajiri fue victorioso. Seguido de la derrota, Kana reemergió el 29 de enero de 2011, como la líder del stable Triple Tails con las Shirai sisters (Io y Mio), apodándose a sí misma "Sekai no Kana" (literalmente "World Famous Kana"). Kana entonces continuo trabajando contra el sexo opuesto, derrotando a Jessica Love el 30 de enero del mismo año, haciendo equipo con los Shirais para derrotar a Tajiri, Ken Ohka y Yoshiaki Yago el 25 de febrero, y perdiendo ante Funaki el 31 de marzo.
En abril Kana entró en un feudo contra la ex WWE performer Serena, derivado de un comentario que hizo, llamando a Kana una talentosa luchadora "amateur", mientras ella trabajo para la promoción top en el mundo. En respuesta, Kana prometió hacer que Serena la respetara. El primer encuentro entre ambas tomo lugar el 30 de abril en Smash.16, cuando Serena hizo equipo con Makoto y Syuri para derrotar a Triple Tails en un a six woman tag team match, cuando Serena aplicó el pin sobre Kana con maniobra final, el spear. El 3 de mayo en Smash.17, Serena derrotó a Kana con un spear en el primer combate individual entre las dos. En el siguiente evento el 9 de junio, Smash comenzó un torneo para coronar a la Smash Diva Champion inaugural. En su primer combate de la ronda Kana derrotó a Lin "Bitch" Byron. El 11 de agosto en Smash.20, Kana derrotó a Syuri para establecer una revancha contra Serena en las finales del torneo. El 8 de septiembre, Kana derrotó a Serena para convertirse en la campeona inaugural del Smash Diva Champion. El 24 de noviembre en Smash.23, Kana perdió el Smash Diva Championship ante Tomoka Nakagawa en su primera defensa. El 19 de enero de 2012, en We Are Smash, Kana derrotó a Nakagawa en una revancha para recuperar el título. El segundo reinado de Kana terminó también en su primera defensa, cuando perdió el título ante Syuri el 19 de febrero en Smash.25, después del cual las largas y antiguas rivales se abrazaron e hicieron la paz la una con otra. El 14 de marzo, Smash tuvo Smash.Final, el evento final de la promoción antes de cesar sus operaciones, durante el cual Kana hizo equipo con Último Dragón para derrotar a Mentallo y Syuri en un combate por equipos.

### Circuito independiente en Estados Unidos (2011–2014)
El 3 de agosto de 2011, se reportó que Kana haría su debut en los Estados Unidos a finales de octubre, trabajando para la promoción all-female Shimmer Women Athletes en 1 y 2 y para Chikara en 7 y 8. En Shimmer debut en el Volumen 41, Kana fue mostrada en segmentos tempranos ignorando la bienvenida de Sara Del Rey y Cheerleader Melissa, estableciéndose como villana en el proceso. Más tarde, derrotó a Mia Yim en su primer combate para la promoción. Más tarde ese mismo día en el Volumen 42, Kana derrotó a Del Rey vía sumisión. El siguiente día en el Volumen 43, Kana fue derrotada por Cheerleader Melissa en un combate para determinar la contendiente a número uno al Shimmer Championship. Más tarde ese día, Kana derrotó a LuFisto en el Volumen 44 en su combate final de la semana, después del cual dio la mano a LuFisto. La semana siguiente Kana hizo su debut para Chikara, derrotando a Jessie McKay en su primer combate el 7 de octubre en Burlington, North Carolina. El siguiente día Kana fue derrotada por Sara Del Rey en el evento principal de of un show en Kingsport, Tennessee. El 19 de febrero de 2012, Shimmer Women Athletes anunció que Kana regresaría a la promoción el 17 de marzo. En su regreso durante el Volumen 45, Kana, ahora como babyface, hizo equipo con LuFisto en un combate por equipos, donde ambas fueron derrotadas por Hailey Hatred y Kalamity. Más tarde ese mismo día en el Volumen 46, Kana fue derrotada en un combate individual por Mercedes Martínez. El siguiente día en el Volumen 47, Kana y LuFisto derrotaron a Christina Von Eerie y MsChif en un combate por equipos. Kana entonces derrotó a Kellie Skater en el Volumen 48, en su combate final de la semana.

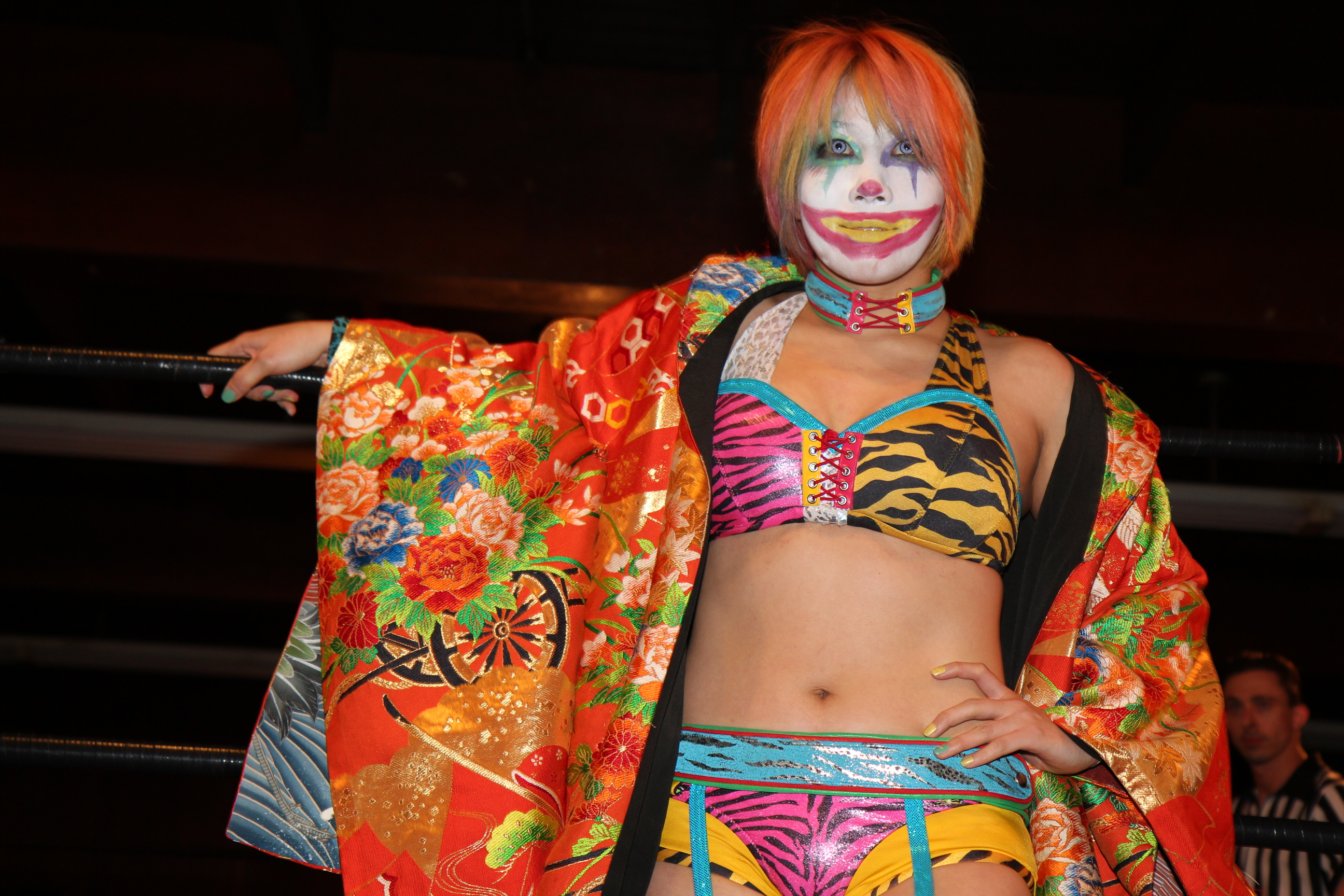
En 2013, Kana adoptó la estética visual de un payaso multicolor, que al poco tiempo se convirtió en un elemento básico de su personaje durante varios de los años siguientes.

Kana regresó el 27 de octubre del mismo año, cuando ella y LuFisto sin éxito retaron a las Canadian NINJAs (Nicole Matthews y Portia Pérez) por el Shimmer Tag Team Championship como parte del Volumen 49. Más tarde esa misma noche en el Volumen 50, Kana fue derrotada por Ayako Hamada en un combate individual. La siguiente noche en el Volumen 51, Kana derrotó a Athena en un combate individual. Más tarde esa noche en el Volumen 51, Kana, en su combate final de la semana, hizo equipo con LuFisto en un combate por equipos, donde ambas fueron derrotadas por Made in Sin (Allysin Kay y Taylor Made). El 6 de abril de 2013, en el Volumen 53 durante el evento de internet pago por visión, Kana y LuFisto sin éxito retaron a the Canadian NINJAs por el Shimmer Tag Team Championship en un four-way match, el cual también incluía los equipos de Global Green Gangsters (Kellie Skater y Tomoka Nakagawa) y Made in Sin. Kana regreso a la acción individual una semana después el 13 de abril en las grabaciones del Volumen 54, donde derrotó a Jessie McKay. Más tarde ese mismo día en el Volumen 55, Kana fue derrotada por Madison Eagles en otro combate individual. El siguiente día, Kana primeramente derrotó a Ayako Hamada, Mercedes Martínez y Yuu Yamagata en un four-way match durante el Volumen 56, antes de terminar su semana con una victoria sobre Kalamity en un combate individual durante el Volumen 57. A su regreso en Shimmer el 19 de octubre en el Volumen 58, se le otorgó a Kana y LuFisto otra oportunidad por el Shimmer Tag Team Championship, pero fueron derrotadas por la campeonas defendedoras, the Global Green Gangsters. Kana regresó a Shimmer el 18 de octubre de 2014, sin éxito retando a Cheerleader Melissa por el Shimmer Championship en el Volumen 67.

### Wrestling New Classic (2012)
El 5 de abril de 2012, Tajiri anuncio la seguida de su promoción Smash, Wrestling New Classic (WNC), el cual transmitiría su primer evento el 26 de abril, y nombró a Kana como parte del roster para la promoción. Por primera vez desde 2006, cuando se afilió con AtoZ, Kana firmó un contrato para hacer WNC su nueva promoción hogar, oficialmente terminando sus días de freelancing, aunque el acuerdo le permitió continuar trabajando para Pro Wrestling Wave y produciendo sus propios eventos independientes. El 26 de abril en el primer evento de WNC, Before the Dawn, Kana hizo equipo con Mio Shirai en un combate por equipos, donde ambas derrotaron a Makoto y Syuri, con Kana aplicando el pin sobre Makoto para ganar. Después de-combate, Kana agredió verbalmente a Makoto, lo cual llevó a Shirai cambiando a face y aliándose con Makoto. En el segundo evento de WNC, Starting Over el 24 de mayo, Kana hizo a Makoto rendirse por sumisión en un combate por equipos, donde hizo equipo con Syuri y Makoto con Riho, un reemplazamiento para la lastimada Mio Shirai. Dos días después en Go! Go! West: Osaka, Kana aplicó la sumisión sobre Makoto provocando su rendición nuevamente, esta vez en un combate individual. El 17 de junio, Kana produjo su primer Kana Pro event en colaboración con WNC, donde ella y Kenichi Yamamoto fueron derrotados en el evento principal por Daisuke Ikeda y Syuri. La rivalidad entre Kana y Makoto continuo en el siguiente evento de WNC el 22 de junio, donde Makoto terminó su racha de perdidas tras aplicar el pin sobre Kana en un combate por equipos, donde Kana hizo equipo con Syuri y Makoto con Mio Shirai. El 15 de julio, Kana derrotó a Shirai en un combate individual, después del cual tuvo otro acalorado intercambio con Makoto, quien había sido marginada de la acción en-ring debido a una muñeca fracturada. Más tarde en ese mismo evento, la difícil alianza de Kana con Syuri llegó a su fin, cuando Syuri cambio en ella, después de perder ante Ayako Hamada, y unirse al nuevo stable villano formado por Akira y StarBuck. El primer combate entre Kana y Syuri desde el latter's turn tomo lugar en el evento principal de un evento hecho por WNC el 2 de agosto, donde Syuri, Akira y StarBuck derrotaron a Kana, Hajime Ohara y Tajiri. El 30 de agosto, Kana, Mikey Whipwreck y Tajiri fueron derrotados en un Barbed Wire Board Deathmatch por Syuri, Akira y StarBuck. Kana, Whipwreck y Tajiri fueron también derrotados en una revancha el siguiente día en Osaka, antes de ganar la segunda revancha el 1 de septiembre en Toyohashi, terminando la racha del trío villano durante el proceso. En el evento principal de un evento hecho por WNC el 17 de septiembre, Kana ganó una gran victoria sobre Syuri, derrotándola vía sumisión en un combate por equipos, donde ella y Tajiri enfrentaron a Syuri y Akira. El siguiente día, Kana y Makoto, quienes comparten el mismo cumpleaños, tuvieron una prensa de conferencia para anunciar que ambas irían juntas a producir un evento en Shinjuku Face el 9 de noviembre, celebrando su 31 y 23 cumpleaños, respectivamente. El 20 de septiembre, Kana fue derrotada por Akira durante un intergender match en Korakuen Hall. El 9 de noviembre, Kana y Makoto produjeron el primer MakoKana Pro event. Más tarde en el evento, ambas hicieron equipo en un combate por equipos, donde ambas derrotaron al equipo the Ice Ribbon de Hamuko Hoshi y Hikaru Shida. Más tarde, en el evento principal, Kana hizo equipo con Sendai Girls' Pro Wrestling Kagetsu en otro combate por equipos, donde ambas lucharon contra Syuri y JWP's Arisa Nakajima a un tiempo límite de empate treinta minutos. El combate fue facturado como la primera confrontación entre Kana y Nakajima, quienes ambas comenzaron sus carreras en AtoZ. El 26 de noviembre, Kana entró en el torneo por el WNC Women's Championship, derrotando a Makoto en la primera ronda del torneo. Dos días después, Kana fue eliminada en las semifinales del torneo por Nagisa Nozaki, seguido de una interferencia por parte de su Kabushiki gaisha DQN stablemate Jiro Kuroshio. Seguido el combate, Kana anunció que estaba renunciando a WNC y nuevamente convirtiéndose en freelancer, alegando que no se le había pagado durante varios meses y no había sido capaz de ponerse en contacto con el presidente de la promoción Tsutomu Takashima. WNC oficialmente liberó a Kana de su contrato el 4 de diciembre.

### Reina Joshi Puroresu (2014–2015)
El 30 de agosto de 2014, Kana comenzó trabajando para Reina Joshi Puroresu como una «consultante» durante una storyline. Después de que Kana usara su poder para quitarle a Ariya y Makoto el Reina World Tag Team Championship, ella y Arisa Nakajima se convirtieron en las nuevas campeonas el 20 de noviembre después de derrotar a Lin Byron y Syuri en la final de un torneo, cuando Syuri fue traicionada por su propia compañera, pagada por Kana. El 26 de diciembre, Kana derrotó a Syuri para ganar el Reina World Women's Championship. Seguido de la victoria, Kana anunció que reformaría Reina como la "productora general" (GP) para la promoción. A comienzos de 2015, Kana lanzó su propio stable, originalmente llamado Kana-gun ("Kana Army"), pero más tarde renombrado Piero-gun ("Clown Army") debido a todos los miembros adoptando el maquillaje de payaso de Kana. Miembros del stable incluían luchadores nativos Makoto y Rina Yamashita, extranjeros Alex Lee, Cat Power y La Comandante y luchadores masculinos Hercules Senga y Yuko Miyamoto. El 12 de enero de 2015, Kana y Nakajima hizocieron su primera defensa exitosa del Reina World Tag Team Championship contra Goya Kong y Muñeca de Plata. El 25 de febrero en KanaProMania: Advance, Kana y Arisa Nakajima perdieron el Reina World Tag Team Championship ante Hikaru Shida y Syuri. El 25 de marzo, Kana perdió su posición como la Reina GP ante Shida, después de que ella y sus stablemates Cat Power y Yuko Miyamoto fueran derrotados en un six-person tag team match por Shida, Shiro Koshinaka y Zeus. En mayo, Kana hizo sus primeras defensas exitosa del Reina World Women's Championship contra los luchadores Mexicanos visitantes, derrotando a Gitana el 17 de mayo, y Reyna Isis el 29 de mayo. El 13 de junio, Kana hizo su tercer defensa exitosa de título contra Yako Fujigasaki. El 31 de agosto, por delante de su inminente despido de la promoción, Kana anunció que estaba renunciando al Reina World Women's Championship. Luchó en su combate final para la promoción el 4 de septiembre, cuando ella y Syuri derrotaron a Konami y Makoto en un combate por equipos.

### WWE (2015–presente)

#### Campeona Femenina de NXT (2015–2017)
El 22 de agosto de 2015, Urai asistió al evento producido por WWE NXT TakeOver: Brooklyn en Brooklyn, New York, donde fue mostrada entre la audiencia e identificada como "Kanna". La aparición llevaría a la especulación de que Urai habría firmado con la WWE. El 27 de agosto, se confirmó que Urai había firmado con WWE una semanas antes. Urai y WWE tuvieron una conferencia de prensa el 8 de septiembre en Tokio, confirmando su firma en el territorio de desarrollo en WWE, NXT, donde fue programada para comenzar a finales del mes.
Urai apareció el 10 de septiembre durante las grabaciones de NXT, donde se anunció que su nuevo nombre sería «Asuka». Su aparición debut, la cual fue transmitida el 23 de septiembre, terminó con ella siendo confrontada por Dana Brooke y Emma, llevándola a su combate debut el 7 de octubre en NXT TakeOver: Respect, donde derrotó a Brooke. Después de su debut, Asuka continuo acumulando victorias sobre diferentes competidoras, incluyendo a la Diva del roster principal Cameron. El 16 de diciembre en el evento NXT TakeOver: London, Asuka derroto a Emma. El desempeño de ambas luchadores en el combate fue altamente elogiado por críticos como Dave Meltzer, quien llamó al combate «fantástico».

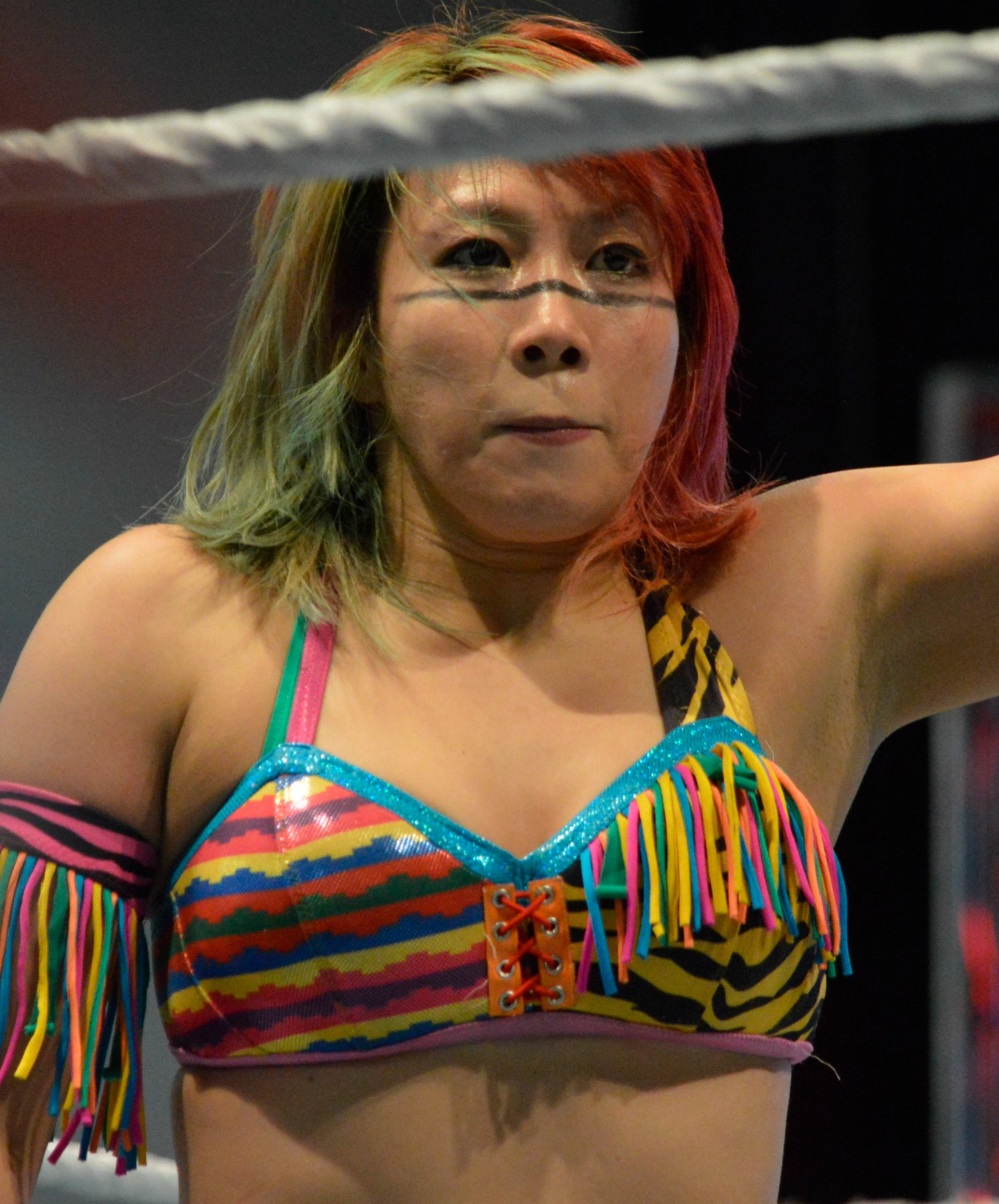
Asuka en marzo de 2016.

El 13 de enero de 2016 en un episodio de NXT, Asuka participó en un battle royal para determinar a la contendiente número uno al Campeonato Femenino de NXT de Bayley; fue la penúltima eliminada por Eva Marie. El 10 de febrero en un episodio de NXT, la ganadora del battle royal, Carmella, perdió en su combate por el título contra Bayley. Asuka salvo Carmella de un ataque post-combate por parte de Eva Marie y Nia Jax, para después tener una confrontación cara a cara con Bayley, indicándole que quería una oportunidad por su título. El 1 de abril, Asuka derroto a Bayley por sumisión técnica para ganar el Campeonato Femenino de NXT en el evento NXT TakeOver: Dallas y exitosamente defendió el título contra Nia Jax el 8 de junio en el evento NXT TakeOver: The End. En el verano de 2016, Vince McMahon contemplo el mover a Asuka al roster principal durante el draft de 2016, pero el jefe de NXT Triple H lo disuadió, llamando a Asuka «la única persona que NXT no podía permitirse perder» y el «ancla» de la marca.
El 3 de agosto en NXT, derrotó a Aliyah mientras que, Bayley estaba como espectadora, venciendo a Aliyah con un Asuka Lock, durante toda la pelea mostró signos de un posible cambio a heel. En NXT TakeOver: Brooklyn II, derrotó a Bayley, tras el combate, ambas se abrazaron en señal de respeto, dando a entender de que seguiría siendo face. El 13 de octubre en NXT, se emitió un videomensaje de Mickie James, quien la retaba a una lucha por el título. En NXT TakeOver: Toronto derrotó a Mickie James reteniendo su campeonato. Tras la lucha, James intentó saludar a la campeona, pero ésta se negó, cambiando a Tweener.
Tras esto, comenzó una dura rivalidad con las tres aspirantes al título: Peyton Royce, Billie Kay y Nikki Cross. En NXT TakeOver: San Antonio, derrotó a Royce, Kay y Cross, reteniendo el título. El 1 de marzo en NXT, derrotó a Peyton Royce, conservando el campeonato. Tras la lucha, fue atacada por ésta y Billie Kay pero Ember Moon salió para defenderla. Las siguientes semanas, se dieron varios careos entre Asuka y Moon. En NXT TakeOver: Orlando, derrotó a Moon, continuando como campeona.
El 10 de julio en NXT, Asuka interrumpió el battle royal por la retadora #1 al Campeonato Femenino de NXT, donde atacó a Ember Moon, Ruby Riot y Nikki Cross, quienes eran las únicas que quedaban dentro del ring. A consecuencia de esto, se determinó que Asuka defendería el título ante Riot, Cross y Moon. Posteriormente se descartó a Moon de la lucha por una lesión provocada por Asuka durante esa lucha anterior.
En NXT TakeOver: Chicago, derrotó a Riot y a Cross, reteniendo el título nuevamente. El 14 de junio en NXT, se enfrentó a Riot y a Cross en un Elimination Match, pero la lucha terminó sin resultado después de que Asuka y Cross se atacaran sin parar. El 28 de junio en NXT, Asuka derrotó a Cross en el primer Last Woman Standing Match de WWE. Después de esto, retomó su rivalidad con Ember Moon, quien había regresado después de su lesión en el hombro. En NXT TakeOver: Brooklyn III, Asuka derrotó a Moon, conservando el campeonato.
El 24 de agosto, Asuka renunció al título a causa de su lesión. Al mismo tiempo, se había determinado de que ella ascendería al roster principal para una de las marcas, Raw o SmackDown. En NXT TakeOver: WarGames, tuvo una aparición especial junto a Funaki y Finn Bálor. Esa misma noche, salió de entre el público para felicitar y entregar personalmente el Campeonato Femenino de NXT a Ember Moon.

#### Racha invicta (2017–2018)

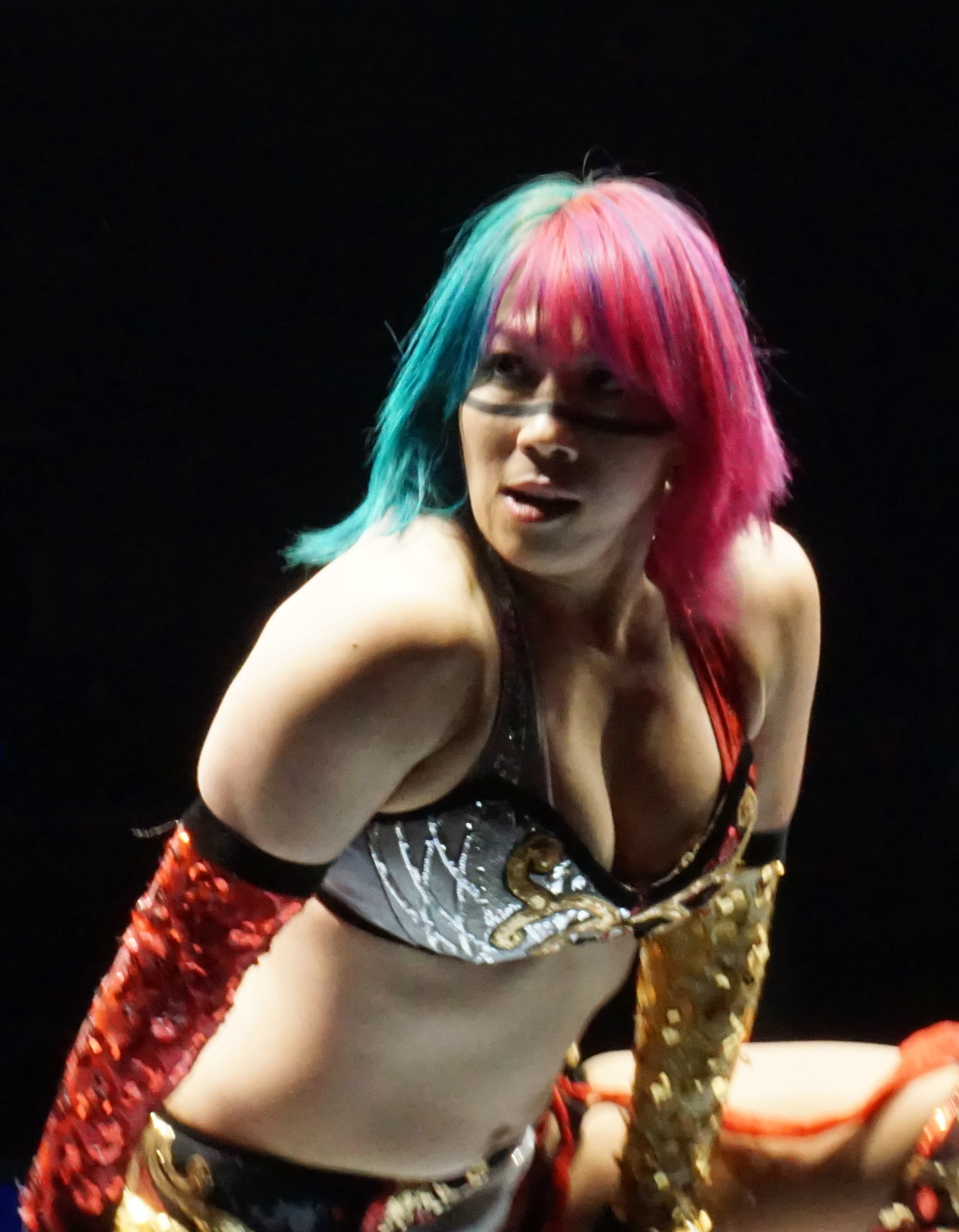
Asuka en marzo de 2018.

El 11 de septiembre en Raw, se anunció que Asuka sería parte de Raw tras su recuperación de su lesión. En TLC, hizo su debut derrotando a Emma. El 23 de octubre en Raw, derrotó a Emma. El 6 de noviembre en Raw, Asuka fue anunciada parte del Team Raw de Survivor Series. En Survivor Series, el Team Raw (Alicia Fox, Nia Jax, Sasha Banks, Bayley y Asuka) derrotó al Team SmackDown Live (Becky Lynch, Carmella, Naomi, Tamina y Natalya) en un Traditional Survivor Series Elimination Women's Match, siendo Asuka la única sobreviviente tras eliminar finalmente a Natalya.
En enero de 2018, participó en el torneo Mixed Match Challenge, con The Miz como su compañero en apoyo de la organización benéfica Rescue Dogs Rock. Derrotaron al equipo de Carmella y Big E el 23 de enero, y Sasha Banks y Finn Bálor el 27 de febrero. En las semifinales del 20 de marzo, derrotaron al equipo de Alexa Bliss y Braun Strowman para clasificarse para la final. En la final, ella y The Miz derrotaron a Charlotte Flair y Bobby Roode para ganar el torneo, y ganar $100,000 para su caridad. En Royal Rumble, participó en el primer Royal Rumble femenino en la historia de WWE, entrando como la #25 donde eliminó a Nia Jax, Ember Moon y a Nikki Bella, logrando ser la primera ganadora del Royal Rumble. Tras la lucha, fue confrontada por Charlotte Flair, Alexa Bliss y Ronda Rousey quien hacía su presentación oficial en WWE. Tras esto, comenzaría una rivalidad corta con Nia Jax por la oportunidad de estar en WrestleMania. En Elimination Chamber, derrotó a Nia Jax.
En Fastlane, apareció para confrontar a Charlotte Flair después de haber derrotado a Ruby Riott, donde la eligió como su rival en WrestleMania. Tras esto, tuvo algunos careos con ella a causa del título. En WrestleMania 34, fue derrotada por Flair, rompiendo la racha de Asuka con un invicto de casi tres años. 

#### Campeona Femenina de SmackDown (2018–2019)
El 17 de abril en SmackDown, Asuka fue enviada a SmackDown como parte del Superstar Shake-up, donde hizo su debut salvando a Charlotte y a Becky Lynch del ataque de The IIconics (Billie Kay y Peyton Royce) y Carmella. Su primer lucha en dicha marca fue el 24 de abril, donde formó equipo con Lynch para enfrentar a Peyton y Billie, saliendo derrotadas. Asuka tuvo una breve rivalidad titular con Carmella, perdiendo la mayoría de sus encuentros. En septiembre, Asuka volvió de algunos meses fuera de acción para salvar a Naomi, quien después de derrotar a Peyton Royce fue atacada por ésta y su compañera, Billie Kay, empezando una breve rivalidad en parejas. La rivalidad culminó con la derrota de Asuka y Naomi en Super Show-Down ante las IIconics.
Asuka no volvió a la escena titular hasta el 27 de noviembre en SmackDown, donde derrotó a Sonya Deville, Mandy Rose, Carmella, Lana, Zelina Vega, Billie Kay, Peyton Royce y Naomi, en una batalla real que daba como derecho él unirse a la lucha que Charlotte Flair y Becky Lynch disputarían en TLC: Tables, Ladders & Chairs, en el primer combate de esta categoría entre mujeres, en dicho PPV se convirtió en Campeona Femenina de SmackDown por primera vez. Asuka defendió exitosamente el título ante Becky Lynch en Royal Rumble, y contra Mandy Rose en Fastlane, sin embargo lo perdió ante Charlotte Flair. En WrestleMania 35, Asuka participó en el WrestleMania Women's Battle Royal pero no logró ganar al ser eliminada por Sarah Logan.

#### The Kabuki Warriors (2019–2020)
En abril, después del Superstar Shake-Up se alió con Kairi Sane para crear un equipo que tendría a Paige como su mánager, bautizándose a sí mismas como The Kabuki Warriors. Su primera victoria tuvo lugar esa misma noche, donde unieron fuerzas con Ember Moon y Bayley para enfrentar y derrotar a The IIconics, Mandy Rose y Sonya Deville en Smackdown Live. Meses después tendrían pequeñas apariciones luchando contra The IIconics y Alexa Bliss & Nikki Cross, saliendo derrotadas la mayoría de ocasiones. Asuka y Kairi se tomarían unas semanas después de la recuperación post-operación de Paige, quién estaría fuera una temporada más.
Asuka y Sane regresaron a finales de septiembre logrando derrotar a Fire & Desire, obteniendo una oportunidad titular contra Bliss y Cross en WWE Hell in a Cell el 5 de octubre, logrando derrotarlas después de que Asuka utilizara el green mist sobre Cross, convirtiéndose así en Campeonas Femeninas en Parejas de WWE por primera vez, confirmando también así el cambio a heel. Semanas siguientes comenzarían una rivalidad con Becky Lynch y Charlotte Flair, después de derrotarlas en una lucha de parejas. El 28 de octubre en Raw, Paige deja de representar a la dupla después de que Asuka la atacara con el green mist. El 30 de octubre, Sane y Asuka defenderían exitosamente por primera vez el campeonato en parejas ante Dakota Kai y Tegan Nox, siendo esta también la primera vez que dicha presea se defiende en NXT. El 30 de noviembre en WWE Starrcade, defendió con éxito sus campeonatos después de que junto a Kairi derrotaran a Becky Lych, Charlotte Flair, The Boss n Hug Connection, Alexa Bliss y Nikki Cross.
Después de algunas semanas de tensión entre las Kabuki, Lynch y Flair, se pactó su siguiente defensa titular para WWE TLC, saliendo victoriosas. Kairi resultó lesionada después del encuentro por lo que Asuka tuvo una rivalidad individual con Becky, saliendo derrotada en Royal Rumble. En Elimination Chamber se enfrentó a Shayna Baszler, Liv Morgan, Natalya, Ruby Riott y a Sarah Logan en una Elimination Chamber Match por una oportunidad por el Campeonato femenino de Raw en WrestleMania 36, sin embargo fue eliminada por Baszler. En WrestleMania 36, Asuka y Kairi perdieron los campeonatos ante Alexa Bliss y Nikki Cross, así como su posterior revancha.
El 10 de mayo en Money in the Bank, ganó el maletín femenino derrotando a Shayna, Nia Jax, Lacey Evans, Dana Brooke y Carmella.

#### Campeona Grand Slam (2020–2023)
En el episodio de Raw posterior a Money in the Bank, que tomó lugar el 11 de mayo de 2020, Becky Lynch anunció que el maletín contenía en realidad el Campeonato de la marca, debido a que tuvo que renunciar a él por su reciente embarazo. Por consiguiente a esto, Asuka se convirtió en la nueva Campeona Femenina de Raw, y a su vez en la segunda Gran Campeona y tercera Campeona Triple Corona, además de hacer que ella y Kairi cambiaran a face (técnicas).
Las siguientes semanas Asuka tuvo una rivalidad con Nia Jax retuvo con éxito el campeonato ante Nia Jax en Backlash y en el Raw síguiente. Más tarde obtuvo una pequeña rivalidad contra Charlotte Flair donde lucharon por el título en Raw del 22 de junio donde logró derrotar a Flair haciéndola rendir con un «Asuka lock» siendo la primera rendición de Flair en años. Esa misma noche las entonces Campeonas femeninas en parejas Sasha Banks y Bayley quienes acababan de retener sus campeonatos contra The IIconics dieron un discurso de celebración donde banks quería dos títulos simultáneos como Bayley, razón por la que retó a Asuka por el título de Raw, mismo reto que Asuka aceptaría, de ahí en adelante se comenzó una rivalidad entre estas dos, llevándolas a un combate titular en Extreme rules donde Asuka retuvo en sin resultado polémico ya que al querer lanzar un «Green Mist» sobre Banks, por accidente lo roció al árbitro, donde Bayley se puso la camisa del árbitro atacando a Asuka y haciendo la cuenta de tres robándose el cinturón del título, por lo que Stephanie McMahon pactó una segunda lucha donde si se ganaba por conteo, descalificación o intervención (refiriéndose a Bayley) era la campeona. En el episodio del 27 de julio se llevó a cabo el combate donde en los momentos finales cuando Asuka estaba a punto de ganar en la pantalla se transmitía un ataque en vivo de Bayley a Kairi sane, distrayendola corriendo para ayudar a sane, por lo que perdió por conteo fuera, perdiendo el campeonato. La semana siguiente atacó a Bayley en venganza y exigió una revancha para SummerSlam, donde Banks aceptaría lograba derrotar a Bayley. En el siguiente episodio Asuka derrotó a Bayley, obteniendo su revancha.
Tras esto, el 14 de agosto en Smackdown participó en una batalla real para ser la contendiente número 1 por el Campeonato de Smackdown, siendo la triunfadora, por lo que en SummerSlam Asuka tuvo dos oportunidades titulares. En su primera lucha, fue derrotada por Bayley con un "Roll-up" reteniendo está última el campeonato femenino de Smackdown por interferencias de Banks. Horas después en su segunda lucha, logró derrotar a Banks, ganando el campeonato de Raw por segunda vez. La noche siguiente en Raw se enfrentó en una revancha contra Sasha Banks, derrotándola nuevamente y reteniendo. Semanas después, siendo el 14 de septiembre defendió exitosamente el título ante Mickie James en un combate individual. En el Raw Season Premiere!, derrotó a Lana reteniendo el Campeonato Femenino de Raw,  después del combate fue atacada por Nia Jax & Shayna Baszler, pero logró contraactacar. El 20 de diciembre en el evento TLC: Tables, Ladders & Chairs, hizo equipo con Charlotte Flair en su primer combate de regreso después de su lesión, enfrentándose a Shayna Baszler y Nia Jax por los Campeonatos Femeninos en Parejas de WWE, saliendo victoriosas y capturando los títulos, siendo este el segundo reinado como Campeona en Parejas de Asuka.
El 31 de enero de 2021, en el evento Royal Rumble, Asuka y Charlotte Flair perdieron los Campeonatos Femeninos en Parejas en un combate contra Shayna Baszler y Nia Jax, terminando su reinado con 42 días. El 22 de marzo en un episodio de Raw, Rhea Ripley confrontó a Asuka y la retó a un combate por su Campeonato Femenino de Raw en WrestleMania 37, el cual Asuka aceptó. En la segunda noche del evento el 11 de abril, Ripley derrotó a Asuka y capturo el título, terminando su reinado con 231 días. La noche siguiente en el Raw posterior a WrestleMania, Asuka se enfrentó a Ripley en una revancha por el campeonato, la cual resultó sin ganadora después de que Charlotte Flair apareciera y las atacara a ambas. Este ataque llevó a Asuka a enfrentarse a Flair la semana siguiente en Raw, donde logró derrotarla gracias a una distracción hecha por Rhea. En el episodio del 3 de mayo de Raw, otro combate entre Ripley y Asuka por Campeonato Femenino de Raw fue programado para WrestleMania Backlash. Sin embargo, la portavoz oficial de WWE, Sonya Deville, añadió a Flair al combate titular para convertirlo en una triple amenaza. En el evento, Asuka no logró ganar el Campeonato y fue nuevamente derrotada por Ripley.
En el episodio del 21 de junio en Raw, Asuka y Naomi clasificaron para el combate de escaleras Money in the Bank femenino después de derrotar al equipo de Eva Marie y Doudrop (anteriormente conocida como Piper Niven en NXT UK). En Money in the Bank, no logró ganar el combate. Fue su último combate en 2021 antes de quedar inactiva debido a una lesión. Durante el WWE Draft de 2021, Asuka no fue seleccionada por ninguna marca y fue declarada como agente libre. Tras 9 meses de inactividad luego de estar en recuperación por la lesión que tuvo, Asuka hizo su regreso en el episodio del 25 de abril de 2022 en Raw, confrontando a Becky Lynch. En el episodio del 9 de mayo en Raw, el oficial de WWE, Adam Pearce, le dio a Asuka un combate a contendiente por el campeonato contra la Campeona Femenil de Raw, Bianca Belair. Lynch se molestó y las atacó a ambas durante su combate. La semana siguiente, Asuka derrotó a Lynch usando green mist y ganó un combate titular por el Campeonato Femenino de Raw en Hell in a Cell. Lynch derrotó a Asuka en una revancha que tomó lugar en el episodio siguiente de Raw, por lo que fue añadida al combate titular. En el evento, Belair retuvo su título. En el episodio del 20 de junio de Raw, Asuka derrotó a Lynch para clasificarse en la lucha de escaleras Money in the Bank femenino. En Money in the Bank, no logró ganar el combate. En el episodio del 1 de agosto de Raw, fue atacada junto a Alexa Bliss por Bayley, Dakota Kai, e Iyo Sky. Más tarde esa noche, Asuka y Bliss ayudaron a la Campeona Femenina de Raw, Bianca Belair, a pelear contra las tres mencionadas, luego de que también la atacaran a ella. La semana siguiente, Bayley, Kai, y Sky, retaron a Asuka, Belair, y Bliss, a un combate entre equipos en Clash at the Castle, el cual aceptaron. El 3 de septiembre en el evento, ella y su equipo fueron derrotadas por Bayley, Kai, y Sky, ahora conocidas como Damage Control. Luego de encontrarse un tiempo fuera de acción después de que ella y Bliss fueran atacadas por Sky y Kai en el episodio de Raw del 3 de octubre, regresaron juntas en el episodio del día 31, donde se enfrentaron a sus atacantes en un combate por los Campeonatos Femeninos en Parejas, el cual lograron ganar para capturar los títulos y convertirse en las nuevas campeonas. En una revancha titular realizada en Crown Jewel, Asuka y Bliss perdieron la campeonatos ante Kai y Sky debido a una intereferencia de Nikki Cross. El 26 de noviembre en Survivor Series WarGames, compitió en su primer combate de estipulación WarGames, en el que logró la victoria junto a su equipo y derrotó a Bayley, Cross, Rhea Ripley, Kai, y Sky. En el episodio del 5 de diciembre de Raw, se enfrentó a Bayley y Rhea Ripley en una triple amenaza para determinar a una de las contendientes número uno al Campeonato Femenino de Raw, en la que no logró ganar. Al finalizar el combate, fue atacada por Ripley. Esto la llevó a enfrentarse a ella una semana después, siendo derrotada por la misma luego de que Dominik Mysterio la distrajera. El 14 de diciembre, mediante un video en su canal oficial de YouTube mostró que estaba realizando un viaje desde Chicago, hasta su natal Osaka, lo que le significó un tiempo fuera del ring y de la programación de WWE.
El 28 de enero de 2023, en el evento Royal Rumble, Asuka hizo su regreso debutando con un nuevo personaje, apareciendo con el cabello más corto y una nueva pintura facial que asemejaba a un payaso, similar a la que utilizó durante su tiempo luchando en Japón como Kana. Ahí, fue la #17 en entrar al Royal Rumble femenino, logrando quedar entre las tres finalistas del combate, antes de ser eliminada del mismo por Rhea Ripley, la ganadora de la contienda. El 18 de febrero en Elimination Chamber, Asuka derrotó a Carmella, Liv Morgan, Natalya, Nikki Cross, y Raquel Rodríguez para ganar un combate titular contra Bianca Belair por el Campeonato Femenino de Raw en WrestleMania 39. Su victoria también la convirtió en la primera y única mujer en ganar las luchas del Royal Rumble, Money in the Bank y Elimination Chamber, y una de los 4 luchadores en general en haber logrado esta hazaña (siendo los otros; Brock Lesnar, Randy Orton, John Cena, y Edge). El 2 de abril en la segunda noche de WrestleMania, fue derrotada por Belair.
Como parte del Draft 2023, Asuka fue trasladada la marca SmackDown. En el episodio del 12 de mayo de SmackDown, interrumpió una celebración que Bianca había preparado con motivo a que esa noche se encontraban en Knoxville, Tenesse, su ciudad natal, además de que su familia y amigos se hallaban entre el público, y también se convertía en la campeona femenina del reinado más largo en la era moderna. Ahí, Asuka fingió felicitarla antes de escupirle un asian mist especial en la cara, estableciéndose como heel (ruda) después de cuatro años de no serlo. Luego de esto, el 18 de mayo WWE anunció que ambas se enfrentarían en un combate por el Campeonato Femenino de Raw en Night of Champions, realizado en Arabia Saudita. El 27 de mayo en el evento, Asuka derrotó a Belair y ganó el campeonato por tercera ocasión. En el episodio del 9 de junio de SmackDown, el título pasó a llamarse WWE Women's Championship (Campeonato Femenino de WWE), y a Asuka se le presentó un nuevo diseño del cinturón, antes de ser interrumpida por Charlotte Flair, quien la retó a una lucha por el título. Asuka aceptó dicho encuentro, y este tomó lugar en el episodio del 30 de junio de SmackDown, donde logró retener el campeonato por descalificación luego de que Bianca Belair la atacara a ella y a Flair. El 5 de agosto en SummerSlam, las tres se enfrentaron en una triple amenaza, en la que Asuka perdió el título ante Belair, terminando su reinado con 70 días. Tras el encuentro, Iyo Sky canjeo su maletín de Money in the Bank contra Belair, y la derrotó para convertirse en la nueva Campeona Femenina de WWE. El 7 de octubre en Fastlane, falló en su intentó de recuperar el campeonato en otra triple amenaza, en la que se enfrentó a Sky y Flair.

#### Damage CTRL (2023–presente)

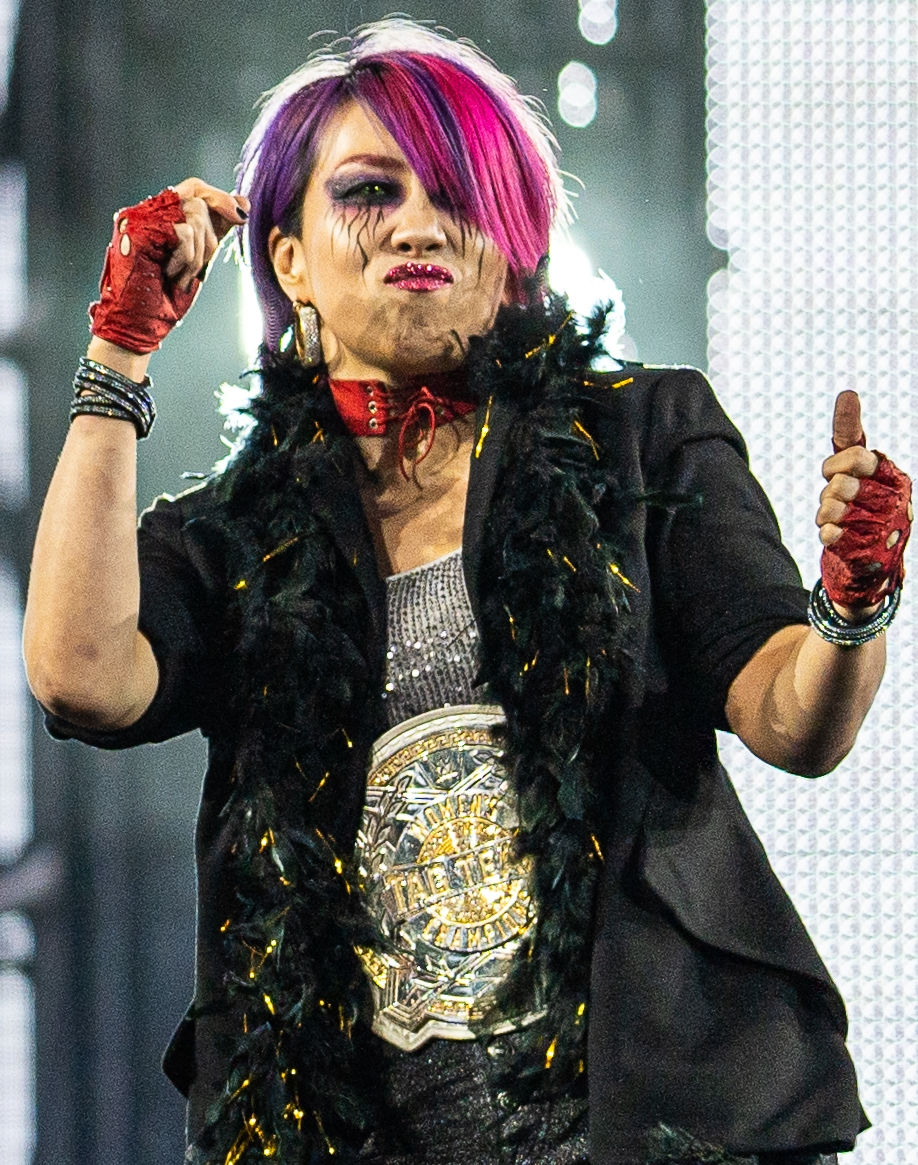
Asuka haciendo su entrada en WrestleMania XL.

En el episodio del 10 de noviembre de SmackDown, durante una lucha por equipos de tres contra tres mujeres en la que se alió con Belair y Flair para enfrentarse a las integrantes de Damage CTRL; Bayley, Iyo Sky, y la redebutante Kairi Sane tras su regresó en Crown Jewel, traicionó a sus compañeras de equipo para reunirse con Sane y también unirse a Damage CTRL al mismo tiempo. En Survivor Series WarGames, Damage CTRL perdió ante Belair, Flair, Becky Lynch, y Shotzi en una lucha de estilo WarGames.
En el episodio del 26 de enero de 2024 de Smackdown, Asuka y Sane derrotaron a Kayden Carter y Katana Chance para ganar los Campeonatos Femeninos en Parejas por segunda ocasión como equipo, y la segunda vez de Sane individualmente. Un día después, el 27 de enero en Royal Rumble, Asuka ingresó al Royal Rumble femenino con la entrada número siete, eliminando a Candice LeRae junto a sus compañeras de Damage CTRL Sane y Bayley, antes de ser eliminada por Kayden y Katana. En el episodio del 2 de febrero de SmackDown, Bayley confrontó a Asuka, Iyo y Kairi después de escucharlas hablar sobre ella a sus espaldas. Posteriormente, las tres la atacaron. Sin embargo, logró defenderse exitosamente de la emboscada, para después elegir a Sky como su oponente a enfrentar en WrestleMania XL por el Campeonato Femenino de WWE. En el episodio del 5 de febrero de Raw, Asuka y Kairi defendieron exitosamente sus títulos ante Kayden Carter y Katana Chance. El 24 de febrero en Elimination Chamber: Perth, junto a Kairi, tuvo su segunda defensa titular exitosa ante Candice LeRae e Indi Hartwell. El 5 de marzo en NXT Roadblock, por tercera ocasión, defendió su título con éxito junto a Kairi en una lucha contra la Campeona Femenina de NXT, Lyra Valkyria, y su compañera Tatum Paxley. Su cuarta defensa titular exitosa la consiguieron en el episodio del 11 de marzo de Raw, derrotando a Shayna Baszler y Zoey Stark. El 6 de abril en la primera noche de WrestleMania XL, hizo equipo con sus compañeras de Damage CTRL, Kairi Sane y Dakota Kai, para enfrentarse en una lucha por equipos de tres contra tres contra Bianca Belair, Jade Cargill, y Naomi, en la cual fueron derrotadas.
En el episodio del 29 de abril de Raw, durante la segunda noche del Draft de WWE, ella y sus compañeras de Damage CTRL, Kairi, Iyo y Dakota, fueron trasladadas a la antedicha marca. El 4 de mayo en Backlash France, Asuka y Sane perdieron sus títulos en parejas ante Belair y Cargill, terminando su reinado a los 99 días. En el episodio del 6 de abril de Raw, Dakota Kai anunció que Asuka se había lesionado y se ausentaría por un tiempo, sin revelar de que tipo de lesión se trataba. El 15 de mayo, por medio de un video en su canal oficial de YouTube, reveló que su lesión se trataba de un problema en su rodilla, con el cual había estado lidiando desde  hacia un tiempo, agradeciéndole a sus compañeras Kairi Sane y Dakota Kai por haberla ayudado a realizar sus itinerarios luchísticos en la gira europea de WWE, durante la cual no podía moverse del todo bien.

## Legado
En diciembre de 2015, Dave Meltzer de Wrestling Observer Newsletter afirmó que Urai «probablemente es la mejor trabajadora en WWE, hombre o mujer». En 2017, Urai se convirtió en la primera luchadora japonesa en encabezar la lista anual de Pro Wrestling Illustrated' (PWI) PWI Female 50. Es la primera persona en la historia de WWE en ganar el Campeonato Femenino de NXT, el Campeonato Femenino de Raw, el Campeonato Femenino de SmackDown, el Campeonato Femenino en Parejas, el combate Royal Rumble, y el combate Money in the Bank. En 2020, compitió en más combates que ninguna otra superestrella de WWE. En 2021, WWE la nombró como una de las 5 mejores superestrellas femeninas de todos los tiempos.

## Otros medios
Urai ha realizado tres gravure DVD, titulados Manifest (マニュフェスト Manyufesuto?, 2011), Manifest II (マニュフェストII Manyufesuto II?, 2012), y Manifest Final (マニフェスト Final Manifesuto Final?, 2015). Ella e Io Shirai también realizaron un gravure DVD juntas, titulado Sadistic Tails (2012).

### Videojuegos
| Año  | Título               | Notas                                                       | Ref.    |
| ---- | -------------------- | ----------------------------------------------------------- | ------- |
| 2015 | WWE SuperCard        | Juego de actualizaciones periódicas para iOS y Android      | [ 293 ] |
| 2016 | WWE 2K17             |                                                             | [ 294 ] |
| 2017 | WWE 2K18             |                                                             | [ 295 ] |
| 2017 | WWE Champions        | Para iOS y Android                                          | [ 296 ] |
| 2017 | WWE Mayhem           | Para iOS y Android                                          | [ 297 ] |
| 2017 | WWE Tap Mania        | Para iOS y Android                                          | [ 298 ] |
| 2018 | WWE 2K19             |                                                             | [ 299 ] |
| 2019 | WWE 2K20             |                                                             | [ 300 ] |
| 2019 | Brawlhalla           | Como crossover con su personaje en WWE                      | [ 301 ] |
| 2019 | WWE Universe         | Para iOS y Android                                          | [ 302 ] |
| 2020 | WWE 2K Battlegrounds |                                                             | [ 303 ] |
| 2022 | WWE 2K22             |                                                             | [ 304 ] |
| 2022 | Fall Guys            | Como crossover con su personaje en WWE (skin para el juego) | [ 305 ] |
| 2023 | WWE 2K23             |                                                             | [ 306 ] |
| 2024 | WWE 2K24             |                                                             | [ 307 ] |

## Vida personal
Urai es una graduada de la institución Osaka University of Arts Junior College. Ha escrito para la revista Official Xbox Magazine, y diseñado gráficos para Nintendo DS y varias aplicaciones de teléfono; además de ser dueña de un salón de belleza en Yokohama llamado «Another Heaven». Urai es madre, esto mencionado por Becky Lynch y Naomi.
En una entrevista con ET Canada en 2021, Urai detalló sus propias experiencias con el racismo y compartió sus pensamientos sobre el aumento del sentimiento antiasiático durante la pandemia de COVID-19.

## Campeonatos y logros
- CBS Sports

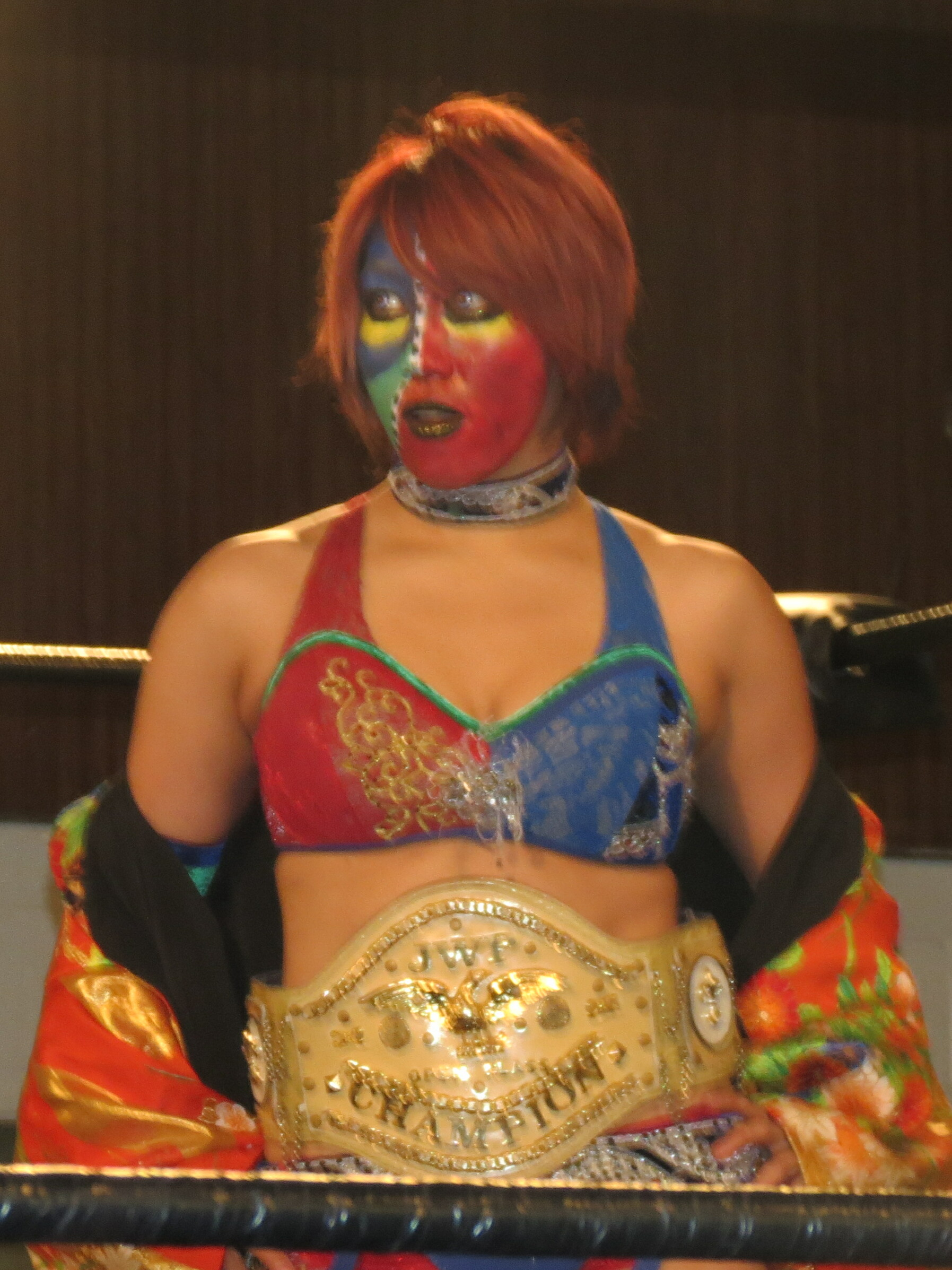
Kana como Campeona JWP Openweight

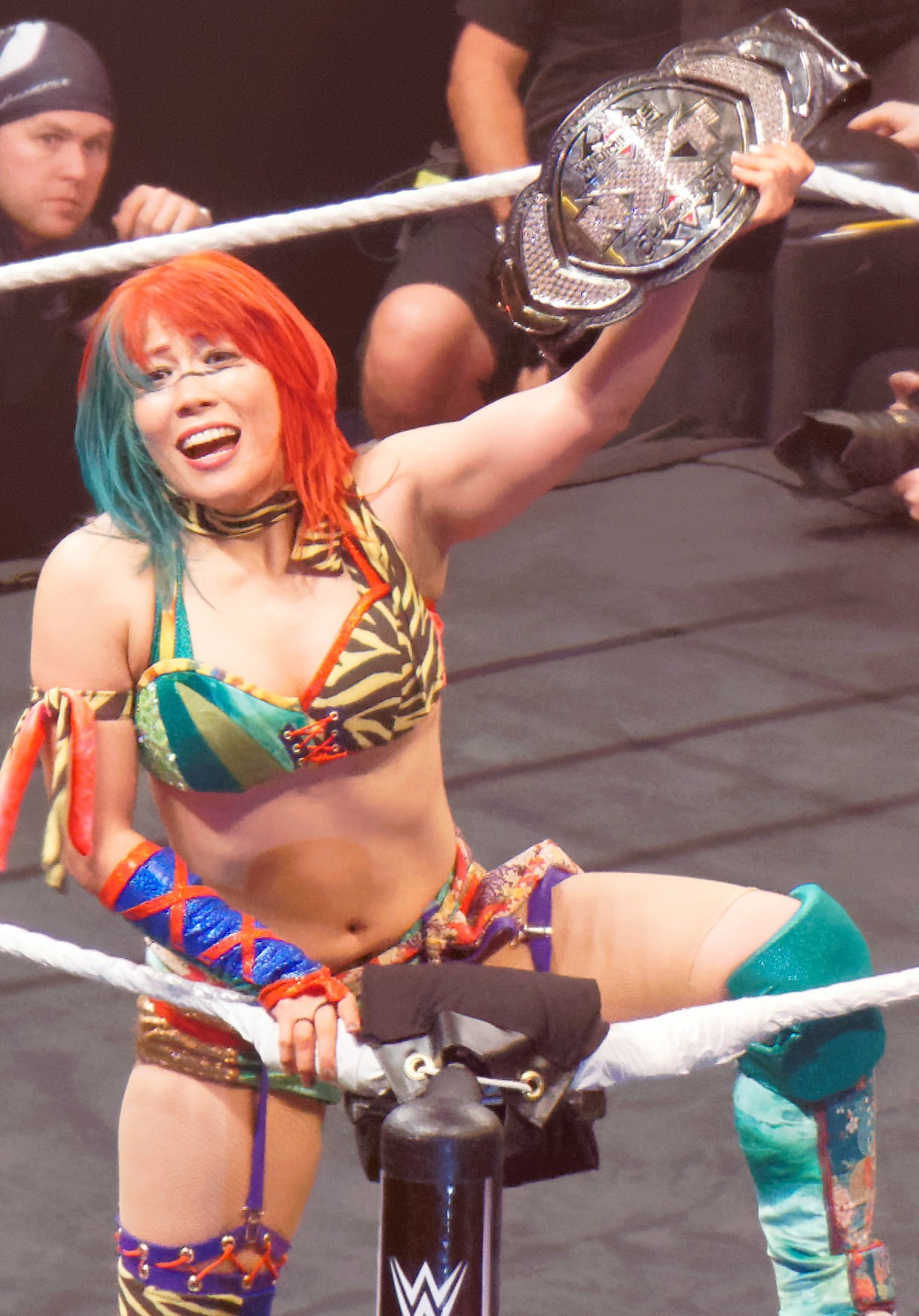
Asuka como Campeona femenina de NXT, presea con la que posee el récord del segundo reinado más largo en la historia de la WWE con un campeonato femenil.

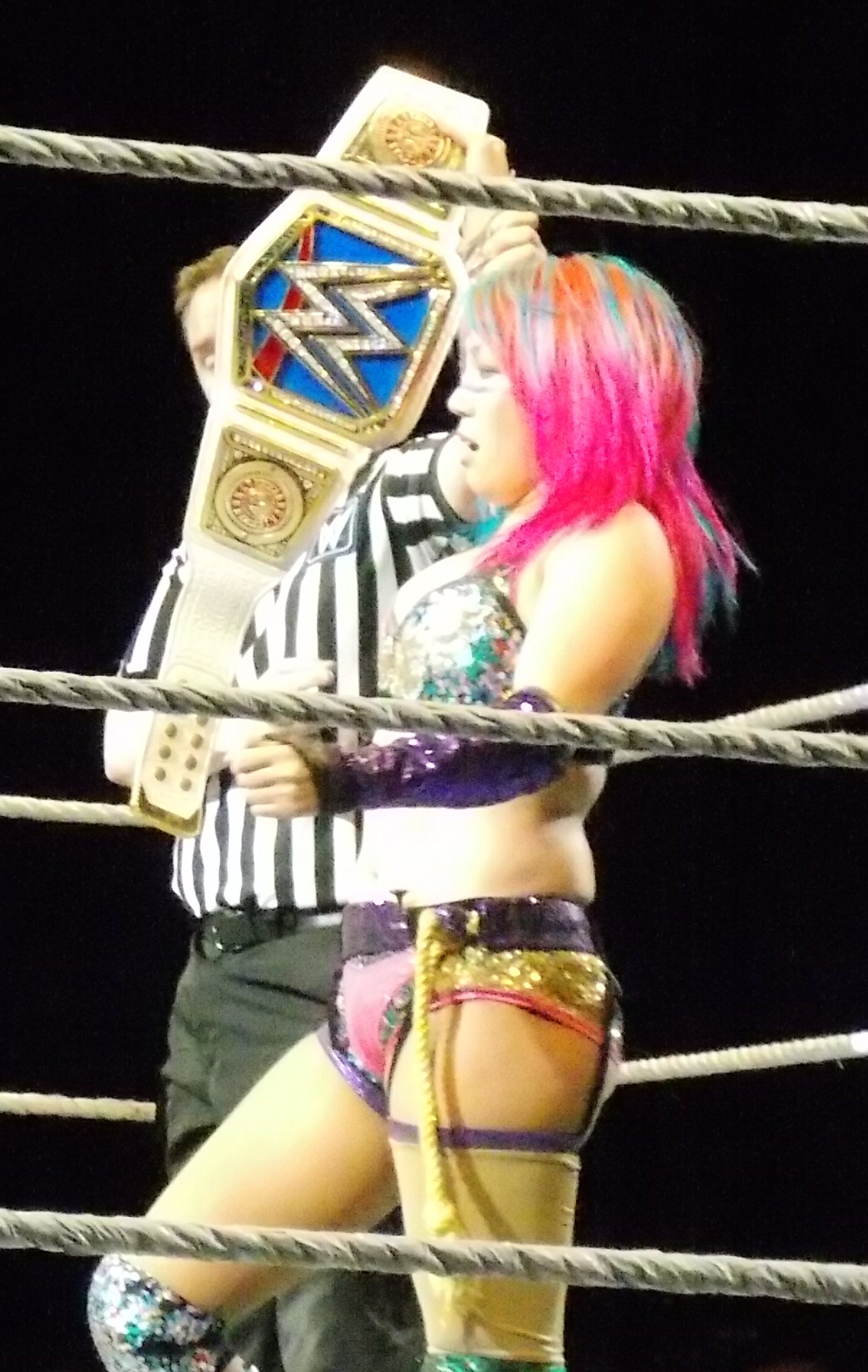
Asuka también tiene un reinado como Campeona Femenina de SmackDown.

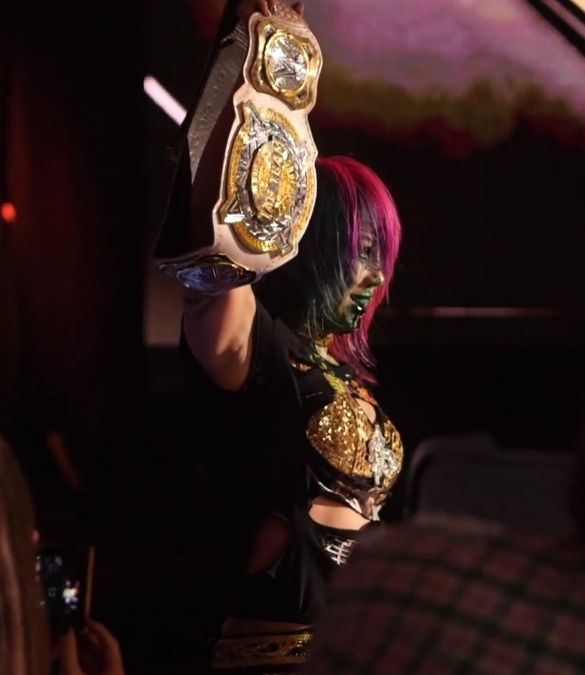
Y cuatro reinados como Campeona Femenina en Parejas de WWE, con Kairi Sane (2), Charlotte Flair, y Alexa Bliss.

  - Lucha del año en WWE (2018) vs. Becky Lynch y Charlotte Flair en WWE TLC[313]

- DDT Pro-Wrestling
  - Ironman Heavymetalweight Championship (5 veces)[2][53][54]

- JWP Joshi Puroresu
  - JWP Openweight Championship (1 vez)[2][74]
  - Best Bout Award (2013) vs. Arisa Nakajima el 15 de diciembre[314]
  - Enemy Award (2013)[314]

- Kuzu Pro
  - Kuzu Pro Diva Championship (1 vez)[315]

- NEO Japan Ladies Pro Wrestling
  - NEO Tag Team Championship (1 vez) – con Nanae Takahashi[2][121][16]
- Osaka Joshi Pro Wrestling
  - One Day Tag Tournament (2011) – con Mio Shirai[316]

- Pro Wrestling Wave
  - Wave Tag Team Championship (2 veces) – con Ayumi Kurihara (1)[22] y Mio Shirai (1)[36]
  - Catch the Wave (2011)[21]
  - Dual Shock Wave (2011) – con Ayumi Kurihara[22]

- Reina Joshi Puroresu
  - Reina World Tag Team Championship (1 vez) – con Arisa Nakajima[184]
  - Reina World Women's Championship (1 vez)[186]
  - Reina World Tag Team Championship Tournament (2014) – con Arisa Nakajima[184]

- Rolling Stone
  - Entrada más espeluznante del año (2017)[317]

- Smash
  - Smash Diva Championship (2 veces)[2][115][117]
  - Smash Diva Championship Tournament (2011)[115]

- WWE
  - WWE Women's Championship (Raw) (3 veces)[B]
  - Women's World Championship (SmackDown) (1 vez)[318]
  - WWE Women's Tag Team Championship (4 veces) – con Kairi Sane (2), Charlotte Flair (1) y Alexa Bliss (1)
  - Mixed Match Challenge (2018) – con The Miz
  - Women's Royal Rumble (2018)
  - Money in the Bank (2020)
  - Elimination Chamber (2023)
  - Triple Crown Championship (tercera)
  - Grand Slam Championship (segunda)
  - NXT Women's Championship (1 vez)
  - NXT Year–End Award (3 veces) 
    - Competidora femenina del año (2016, 2017)[319]
    - Competidora general del año (2017)

  - WWE Year–End Award (1 vez)
    - Equipo femenino del año (2019) – con Kairi Sane[320]

- Pro Wrestling Illustrated
  - Mujer del año (2017)
  - Situada en el puesto n.º1 del PWI Female 50 en 2017[321]
  - Situada en el puesto n.º9 del PWI Tag Team 50 en 2020 con Kairi Sane[322]